# Skalice (okres Tábor)
Skalice (německy Skalitz) je obec v okrese Tábor v Jihočeském kraji. Žije zde 537 obyvatel.

## Historie
Její jméno pochází od skály, na které je rozložena původní stará osada. První písemná zmínka o obci pochází z roku 1265. Roku 1265 byl majitelem Skalice Vítek z rodu Vítkovců, předek pánů z Landštejna. Roku 1377 ji vlastnili bratři Vlček a Valkoun ze Sedlce, 1397 Vítek ze Želče a jeho potomci, v roce 1491 Petr Majnuš z Březnice. Též byla majetkem Jiříka Bradáče z Toušeně a v letech 1528–1540 jeho zetě Prokopa Hýlovce z Polkovic. Do roku 1547 patřila Táboru, pak Rožmberkům a od roku 1594 městu Soběslavi.

## Obyvatelstvo
| Rok            | 1869 | 1880 | 1890 | 1900 | 1910 | 1921 | 1930 | 1950 | 1961 | 1970 | 1980 | 1991 | 2001 | 2011 | 2021 |
| -------------- | ---- | ---- | ---- | ---- | ---- | ---- | ---- | ---- | ---- | ---- | ---- | ---- | ---- | ---- | ---- |
| Počet obyvatel | 654  | 750  | 697  | 745  | 747  | 709  | 678  | 561  | 546  | 515  | 456  | 440  | 448  | 462  | 481  |
| Počet domů     | 96   | 106  | 114  | 119  | 122  | 126  | 139  | 148  | 138  | 136  | 132  | 171  | 147  | 194  | 218  |

## Části obce
- Radimov
- Rybova Lhota
- Skalice
- Třebiště

## Pamětihodnosti
- Kostel svatého Šimona a Judy je původně gotický kostel postavený ve druhé polovině 14. století. Přestavěn byl roku 1850 v barokním slohu, v roce 1870 byla přistavěna věž. Uvnitř kostela se nachází středověká křtitelnice.
- Jihozápadně od kostela stával od třináctého století skalický hrad, po kterém se dochovaly výrazné pozůstatky valů a příkopů. Zanikl nejspíše během šestnáctého století.[6]